# 巴克斯特冰川
76°40′S 161°51′E / 76.667°S 161.850°E
巴克斯特冰川是南極洲的冰川，位於維多利亞地的斯科特海岸，流經旗艦山和大衛遜山，最終注入弗賴冰川，由新西蘭的探險隊命名。